# Copa Norte 2000
In 2000 werd de vierde editie van de Copa Norte gespeeld voor voetbalclubs uit de Braziliaanse regio Noord. De competitie werd gespeeld van 6 januari tot 1 maart. In de staat Pará vond een voorronde plaats. São Raimundo werd kampioen. 

## Voorronde
| Plaats | Club      | Wed. | W | G | V | Saldo | Ptn. |
| ------ | --------- | ---- | - | - | - | ----- | ---- |
| 1.     | Remo      | 3    | 2 | 0 | 1 | 6:3   | 6    |
| 2.     | Tuna Luso | 3    | 2 | 0 | 1 | 5:4   | 6    |
| 3.     | Paysandu  | 3    | 2 | 0 | 1 | 4:3   | 6    |
| 4.     | Castanhal | 3    | 0 | 0 | 3 | 0:5   | 0    |

|  | Geplaatst voor groepsfase |

## Groepsfase

### Groep A
| Plaats | Club          | Wed. | W | G | V | Saldo | Ptn. |
| ------ | ------------- | ---- | - | - | - | ----- | ---- |
| 1.     | São Raimundo  | 6    | 4 | 2 | 0 | 12:5  | 14   |
| 2.     | Remo          | 6    | 2 | 3 | 1 | 9:6   | 9    |
| 3.     | Vasco da Gama | 6    | 2 | 1 | 3 | 3:7   | 7    |
| 4.     | Genus         | 6    | 1 | 0 | 5 | 3:9   | 3    |

|  | Geplaatst voor knockoutfase |

### Groep B
| Plaats | Club      | Wed. | W | G | V | Saldo | Ptn. |
| ------ | --------- | ---- | - | - | - | ----- | ---- |
| 1.     | Maranhão  | 6    | 3 | 2 | 1 | 12:7  | 11   |
| 2.     | Ríver     | 6    | 2 | 4 | 0 | 9:7   | 10   |
| 3.     | Rio Negro | 6    | 2 | 1 | 3 | 8:7   | 7    |
| 4.     | Aliança   | 6    | 1 | 1 | 4 | 8:16  | 4    |

|  | Geplaatst voor knockoutfase |

## Knock-outfase
|  | Halve finale | Halve finale | Halve finale |   |              | Finale | Finale | Finale |
|  |              |              |              |   |              |        |        |        |
|  | Ríver        | 1            | 0            |   |              |        |        |        |
|  | São Raimundo | 0            | 1            |   |              |        |        |        |
|  | São Raimundo | 0            | 1            |   | São Raimundo | 3      | 0      |        |
|  |              |              |              |   | São Raimundo | 3      | 0      |        |
|  |              | Maranhão     | 2            | 2 |              |        |        |        |
|  | Remo         | Maranhão     | 2            | 2 | 0            | 1      |        |        |
|  | Remo         |              |              |   | 0            | 1      |        |        |
|  | Maranhão     | 2            | 1            |   |              |        |        |        |

### Kampioen
| Copa Norte 2000                  |
| Regio Noordoost                  |
| -------------------------------- |
| SÃO RAIMUNDO Kampioen (2° titel) |